# 大胡町
大胡町（おおごまち）は、群馬県の中央、勢多郡に属していた町。2004年12月5日をもって宮城村、粕川村とともに前橋市へ編入された。

## 地理
群馬県のほぼ中央、赤城山の南麓に位置する。上毛電気鉄道上毛線が東西に横断している。
- 山岳：赤城山
- 河川：荒砥川、寺沢川
- 湖沼：千貫沼、寺沢沼

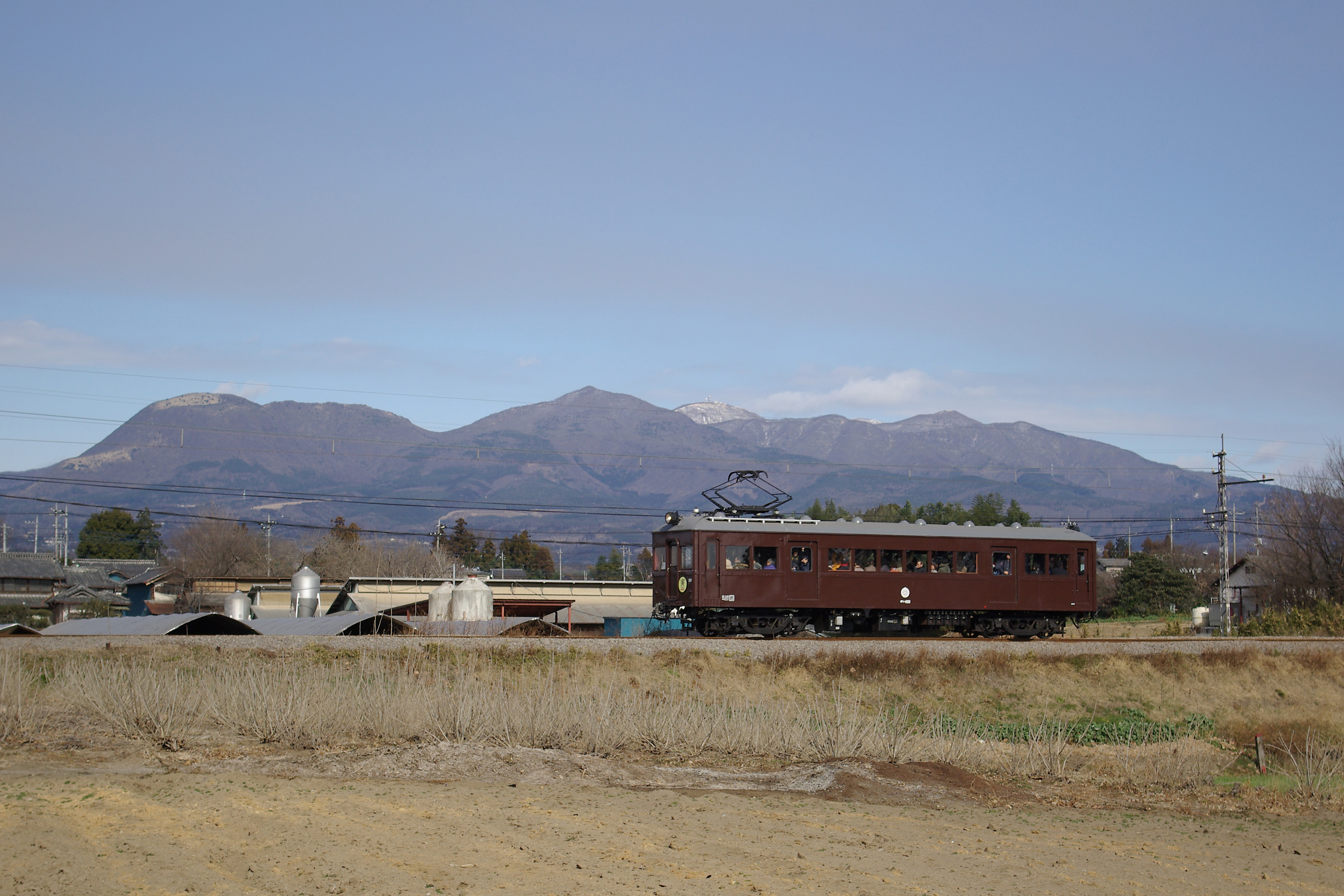
赤城山を背に走る上毛電鉄
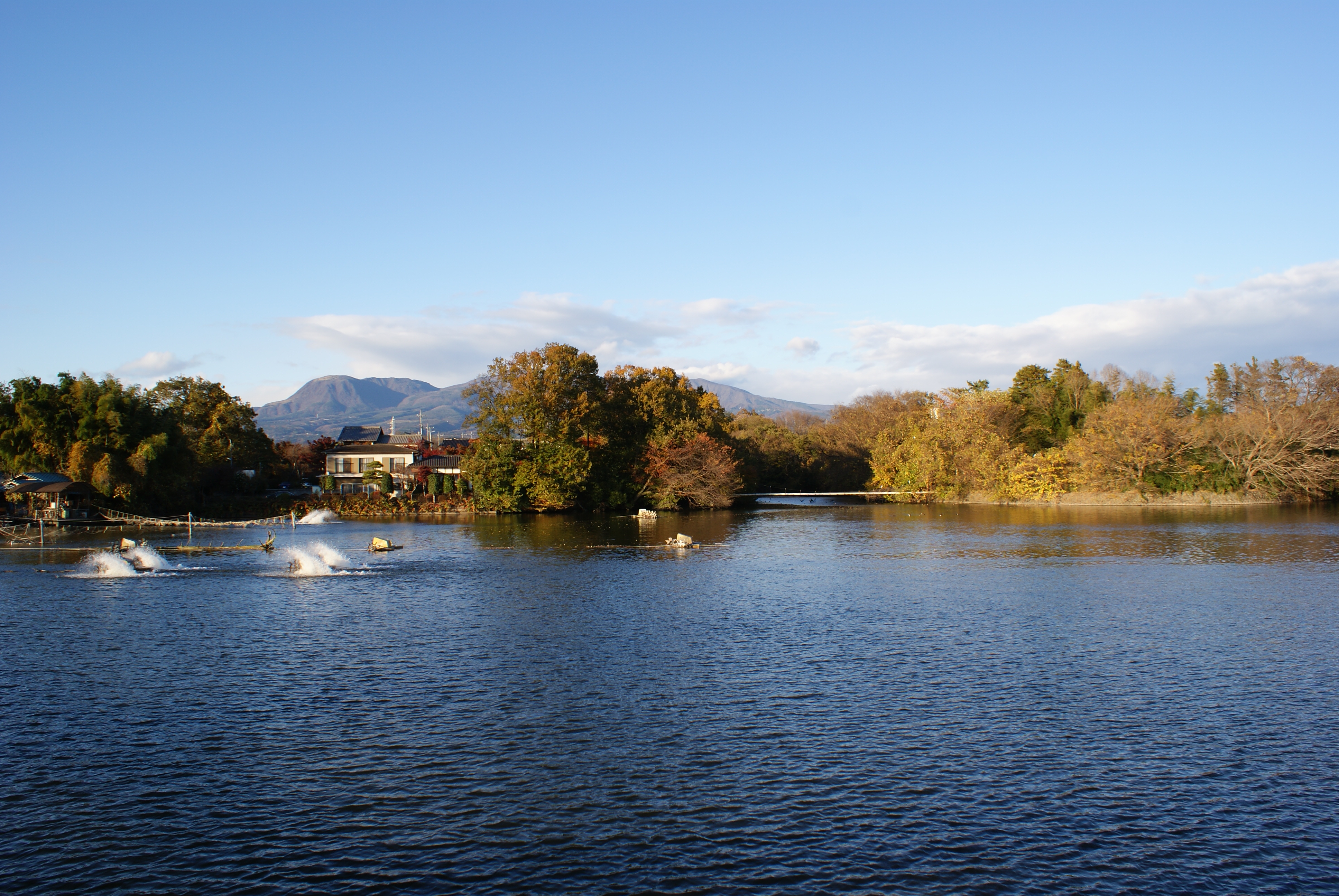
千貫沼

## 歴史
- 1889年（明治22年）4月1日 - 町村制施行に伴い、1町7村（大胡町、上大屋村、河原浜村、樋越村、滝窪村、堀越村、横沢村、茂木村）が合併し南勢多郡大胡村が成立する。
- 1896年（明治29年）4月1日 - 郡統合（東群馬郡と南勢多郡の統合）により勢多郡に所属する。
- 1899年（明治32年）5月24日 - 大胡村が町制施行し大胡町が成立する。
- 1990年（平成2年）9月1日 - 前橋市と境界変更。
- 1994年（平成6年）10月1日 - 勢多郡宮城村と境界変更。
- 2000年（平成12年）11月1日 - 前橋市と境界変更。
- 2004年（平成16年）12月5日 - 勢多郡宮城村・粕川村とともに前橋市へ編入される。

## 行政
歴代村長・町長
| 代 | 氏名       | 生年月日         | 就任             | 退任             | 備考             |
| -- | ---------- | ---------------- | ---------------- | ---------------- | ---------------- |
| 1  | 金田陸三郎 | 嘉永5年12月2日   | 明治21年4月1日   | 明治26年5月14日  | 村長             |
| 2  | 大竹勝衛   | 万延元年4月21日  | 明治26年5月15日  |                  | 県議会議員       |
| 3  | 大竹勝衛   |                  | 明治30年5月15日  |                  |                  |
| 1  | 大竹勝衛   |                  | 明治33年         |                  | 町長             |
| 2  | 大竹勝衛   |                  | 明治34年5月15日  |                  |                  |
| 3  | 大竹勝衛   |                  | 明治38年5月31日  |                  |                  |
| 4  | 大竹勝衛   |                  | 明治42年5月31日  | 明治42年10月21日 |                  |
| 5  | 金田陸三郎 |                  | 明治43年2月18日  | 大正3年2月17日   |                  |
| 6  | 金田陸三郎 |                  | 大正3年2月18日   | 大正7年2月17日   |                  |
| 7  | 江原浅次郎 | 明治9年9月3日    | 大正7年2月18日   | 大正11年2月17日  |                  |
| 8  | 江原浅次郎 |                  | 大正11年2月18日  | 大正15年2月17日  |                  |
| 9  | 江原浅次郎 |                  | 大正15年2月18日  | 昭和5年2月17日   |                  |
| 10 | 江原浅次郎 |                  | 昭和5年2月18日   | 昭和5年7月12日   |                  |
| 11 | 小林定吉   | 慶応3年8月13日   | 昭和5年7月19日   | 昭和9年7月19日   |                  |
| 12 | 小林定吉   |                  | 昭和9年7月19日   | 昭和11年3月6日   |                  |
| 13 | 茂木雅雄   | 明治22年11月28日 | 昭和11年3月20日  | 昭和15年3月19日  |                  |
| 14 | 茂木雅雄   |                  | 昭和15年3月20日  | 昭和19年3月19日  |                  |
| 15 | 茂木雅雄   |                  | 昭和19年3月20日  | 昭和21年4月20日  | 依願退職         |
| 16 | 大沢米吉   | 明治14年6月12日  | 昭和21年10月30日 | 昭和21年12月3日  |                  |
| 17 | 岡田義正   | 明治26年7月25日  | 昭和22年4月6日   | 昭和26年4月4日   | 県議会議員、議長 |
| 18 | 小暮高爾   | 明治22年1月9日   | 昭和26年4月24日  | 昭和30年4月30日  |                  |
| 19 | 茂木雅雄   |                  | 昭和30年4月30日  | 昭和34年4月30日  |                  |
| 20 | 松本喜代美 | 明治31年1月14日  | 昭和34年5月1日   | 昭和38年4月30日  |                  |
| 21 | 松本喜代美 |                  | 昭和38年5月1日   | 昭和40年10月31日 | 在職中死去       |
| 22 | 山口圭雄   | 大正元年8月24日  | 昭和40年12月12日 | 昭和44年12月11日 |                  |
| 23 | 嶋村松次   | 大正12年1月17日  | 昭和44年12月12日 | 昭和48年12月1日  |                  |
| 24 | 嶋村松次   |                  | 昭和48年12月2日  |                  |                  |

## 地域

### 大字
2004年に前橋市に合併された際に、大字が町名となった。
- 大胡（現大胡町）
- 茂木（現茂木町）
- 堀越（現堀越町）
- 横沢（現横沢町）
- 滝窪（現滝窪町）
- 金丸（現東金丸町）（前橋市との合併の際、既に前橋市に存在していた金丸町と名称が重複してしまう為、「東金丸町」となった）
- 河原浜（現河原浜町）
- 樋越（現樋越町）
- 上大屋（現上大屋町）

### 教育
- 大胡町立大胡幼稚園（現 前橋市立大胡幼稚園）
- 大胡町立大胡小学校（現 前橋市立大胡小学校）
- 大胡町立滝窪小学校（現 前橋市立滝窪小学校）
- 大胡町立大胡中学校（現 前橋市立大胡中学校）
- 大胡町立大胡東小学校（現 前橋市立大胡東小学校）
- 群馬県立前橋東商業高等学校(2009年3月に廃校)

### 施設
- 鐘の鳴る丘少年の家
- 赤城少年院
- 大胡シャンテ（現・前橋市民文化会館大胡分館および前橋市立図書館大胡分館）

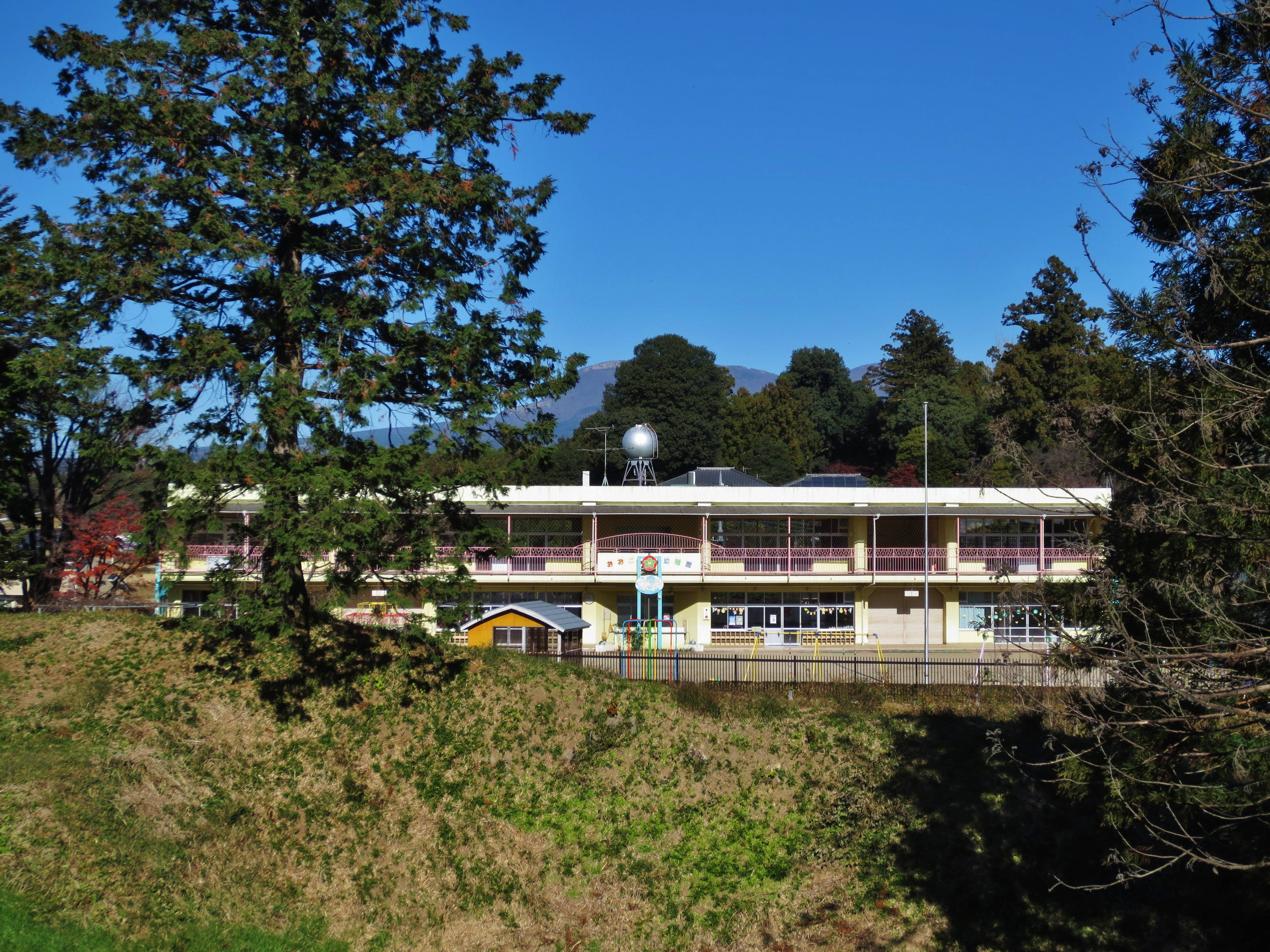
大胡幼稚園
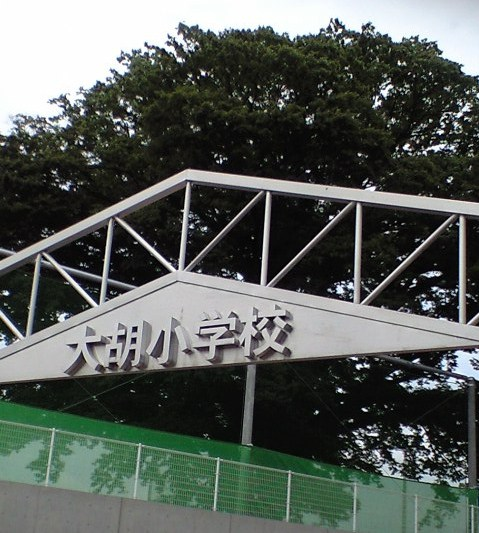
大胡小学校
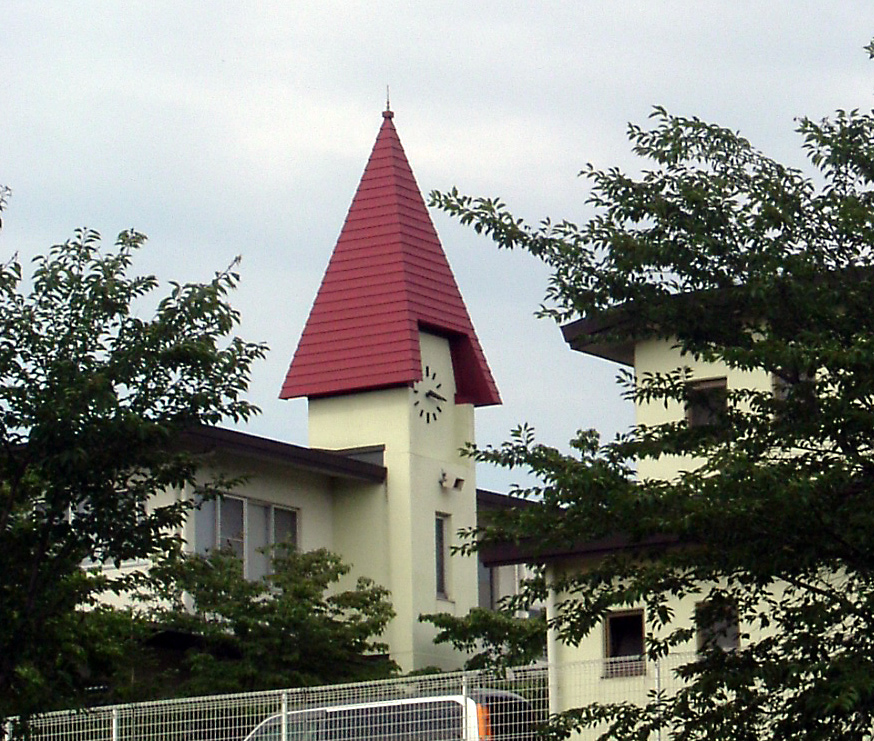
鐘の鳴る丘少年の家
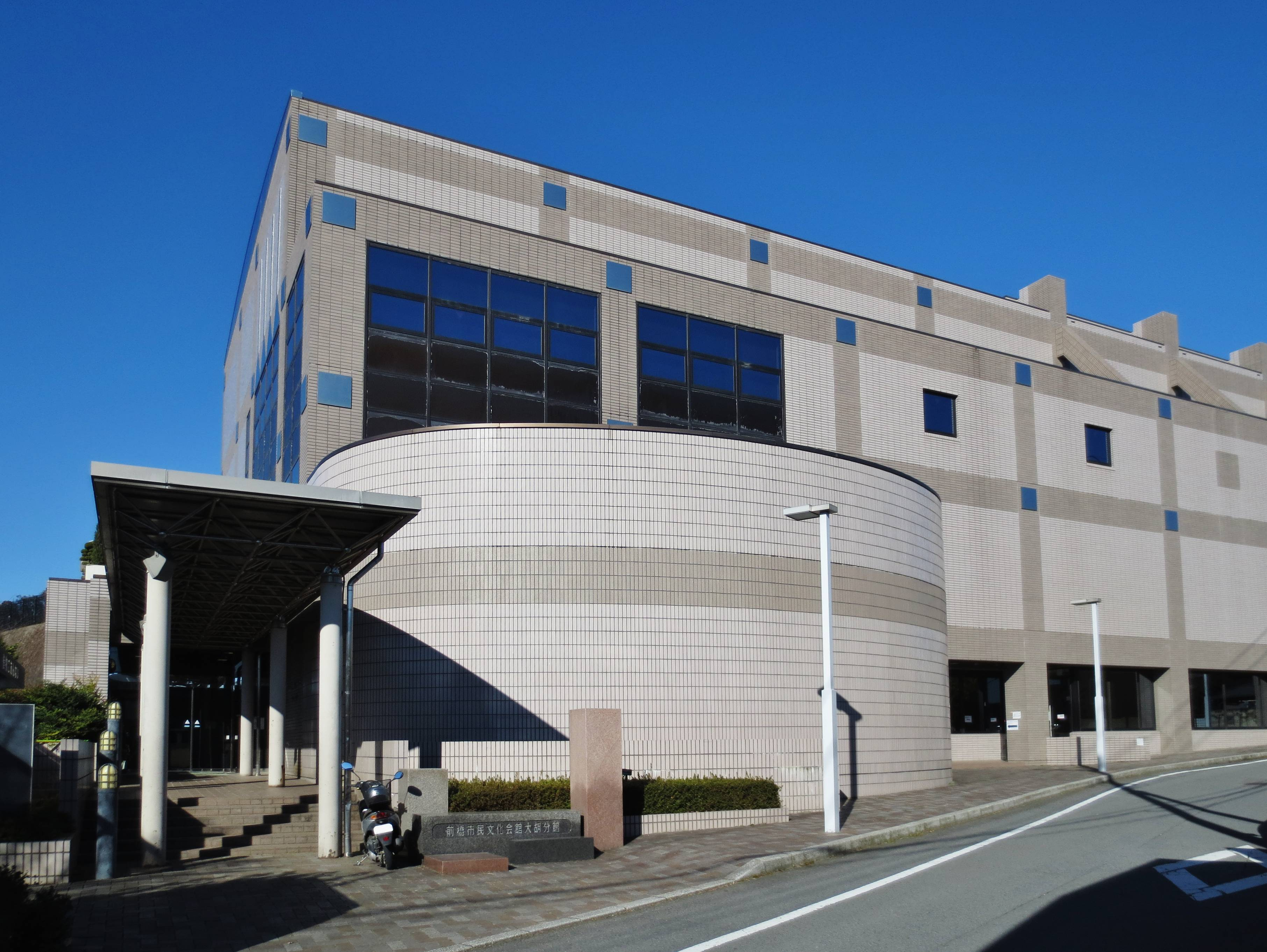
大胡シャンテ

## 交通

### 鉄道
- 上毛電気鉄道

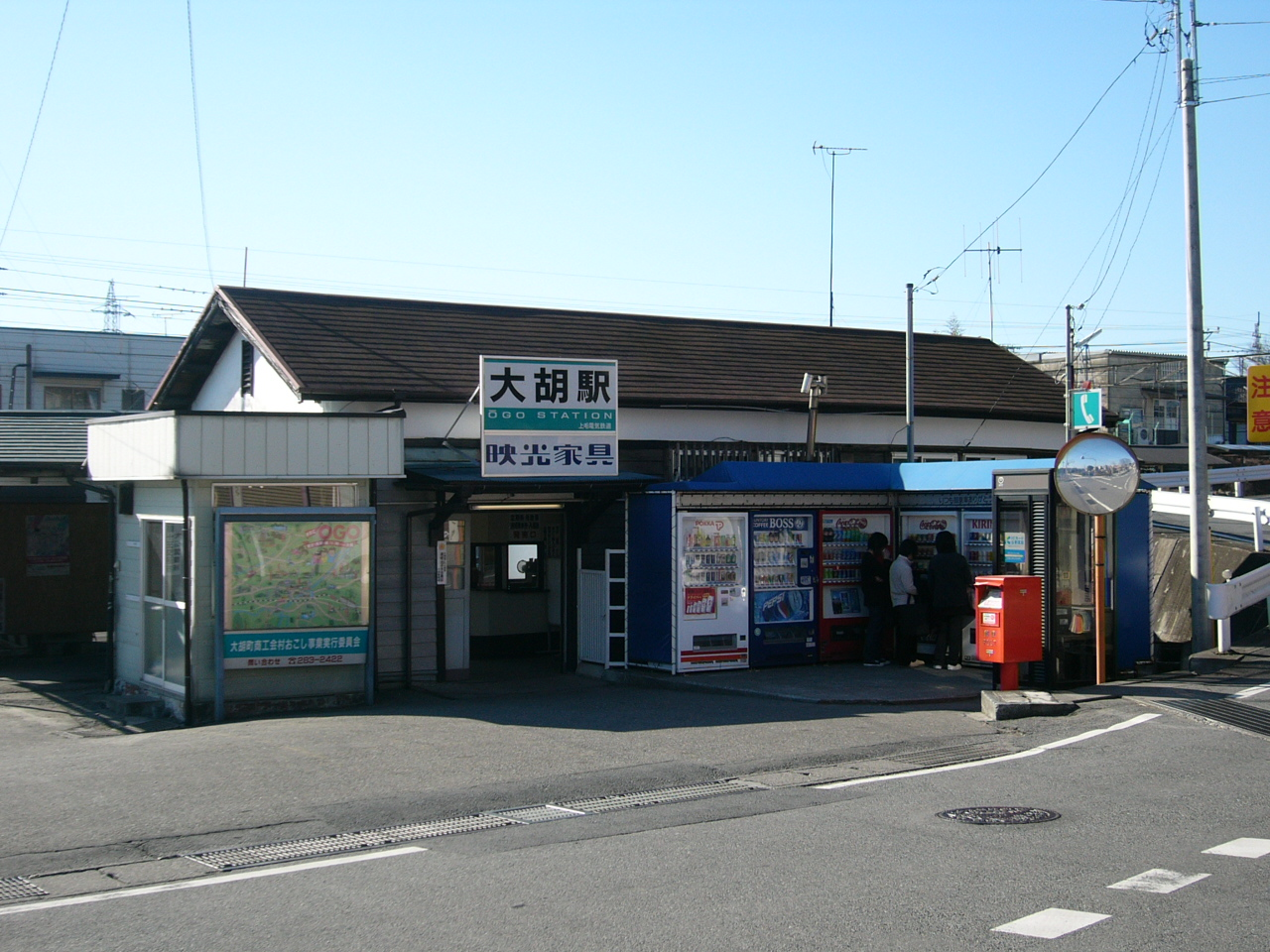
大胡駅

  - ■上毛線：大胡駅 - 樋越駅

### 道路

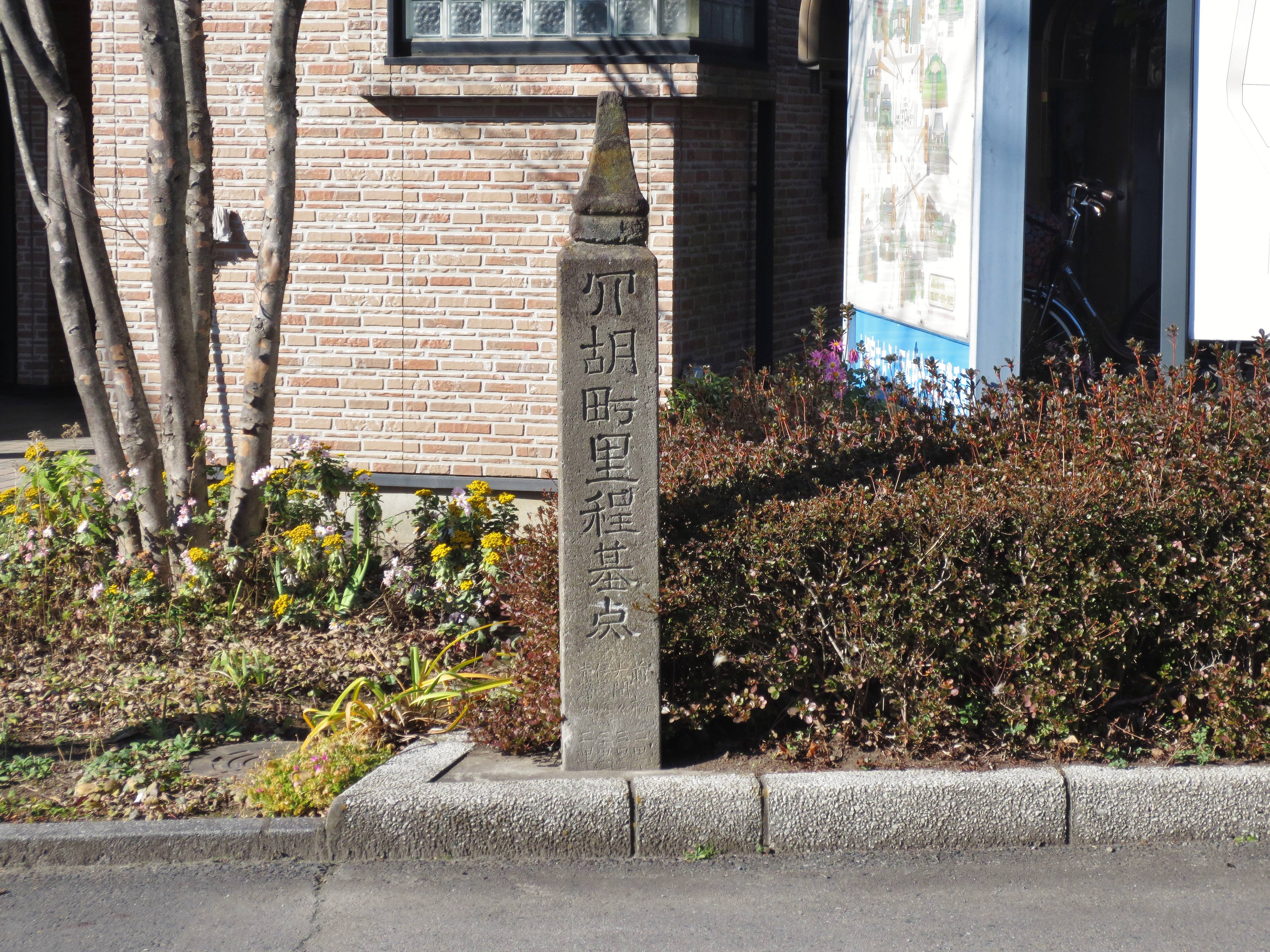
里程基点（大胡シャンテ前）

- 国道
  - 国道353号
- 県道
  - 群馬県道3号前橋大間々桐生線
  - 群馬県道16号大胡赤城線
  - 群馬県道34号渋川大胡線
  - 群馬県道40号藤岡大胡線
  - 群馬県道74号伊勢崎大胡線
  - 群馬県道101号四ツ塚原之郷前橋線
  - 群馬県道333号上神梅大胡線
- 道の駅
  - ぐりーんふらわー牧場・大胡

## 名所・旧跡・観光スポット・祭事・催事
- 大胡神社
- 大胡城跡
- 大前田英五郎の墓 - 宮城村大前田（現：前橋市大前田町）にも墓がある。
- ぐりーんふらわー牧場・大胡
- 大胡祇園まつり - 年に1度、7月最終土曜・日曜の2日間開催。2日目の夕方には暴れ獅子が各々の家をまわり、厄を払う。

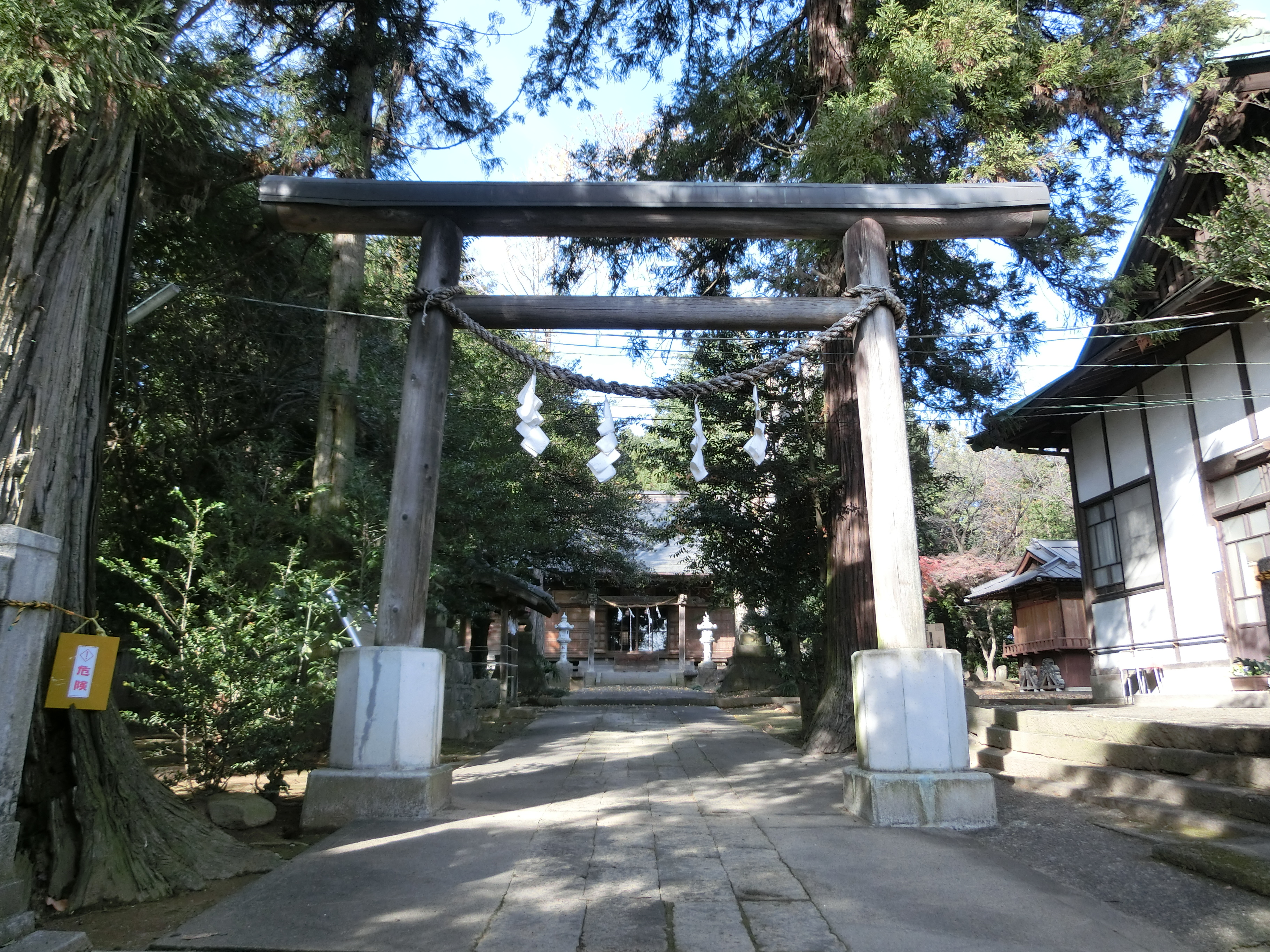
大胡神社
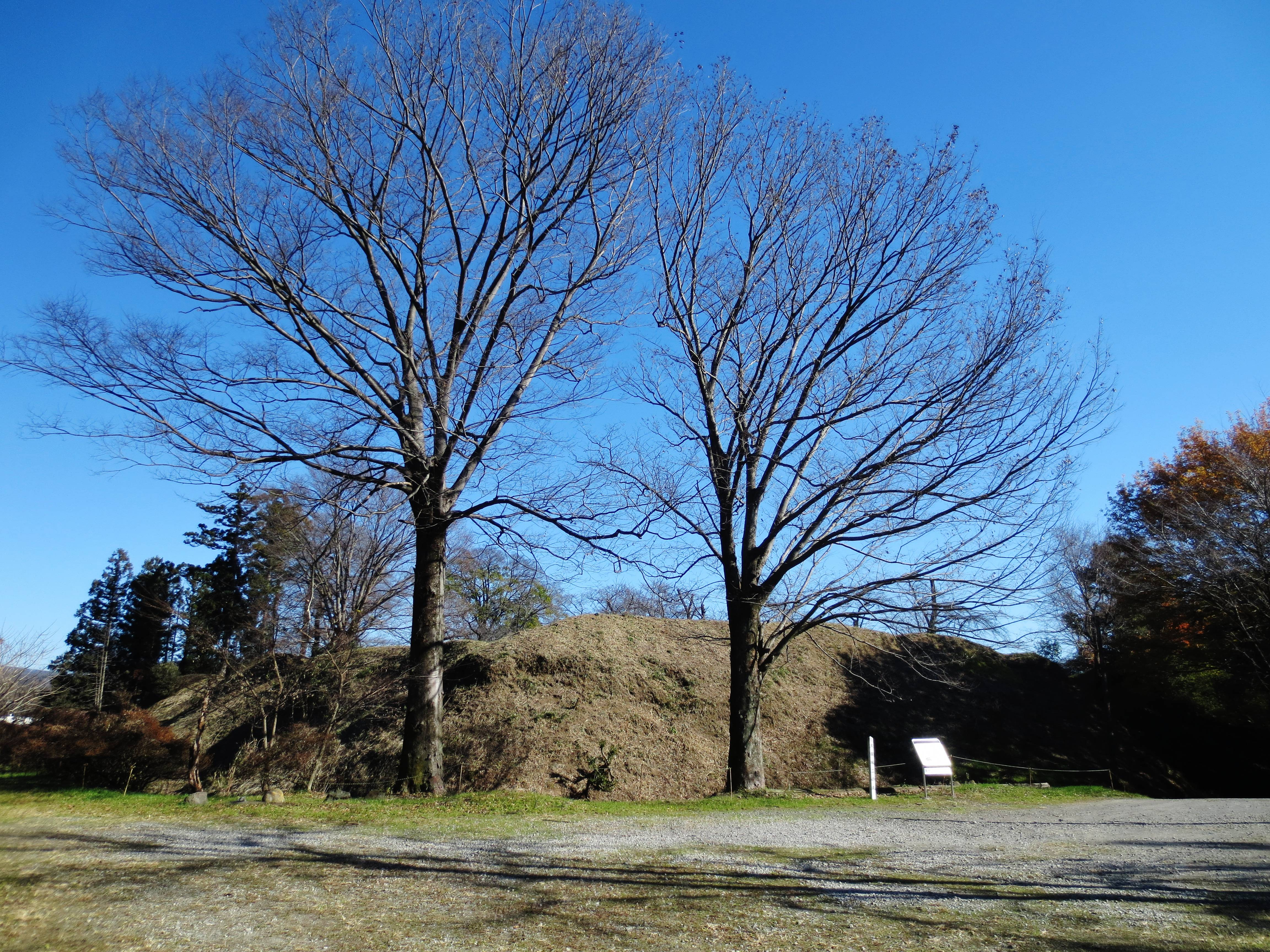
大胡城跡
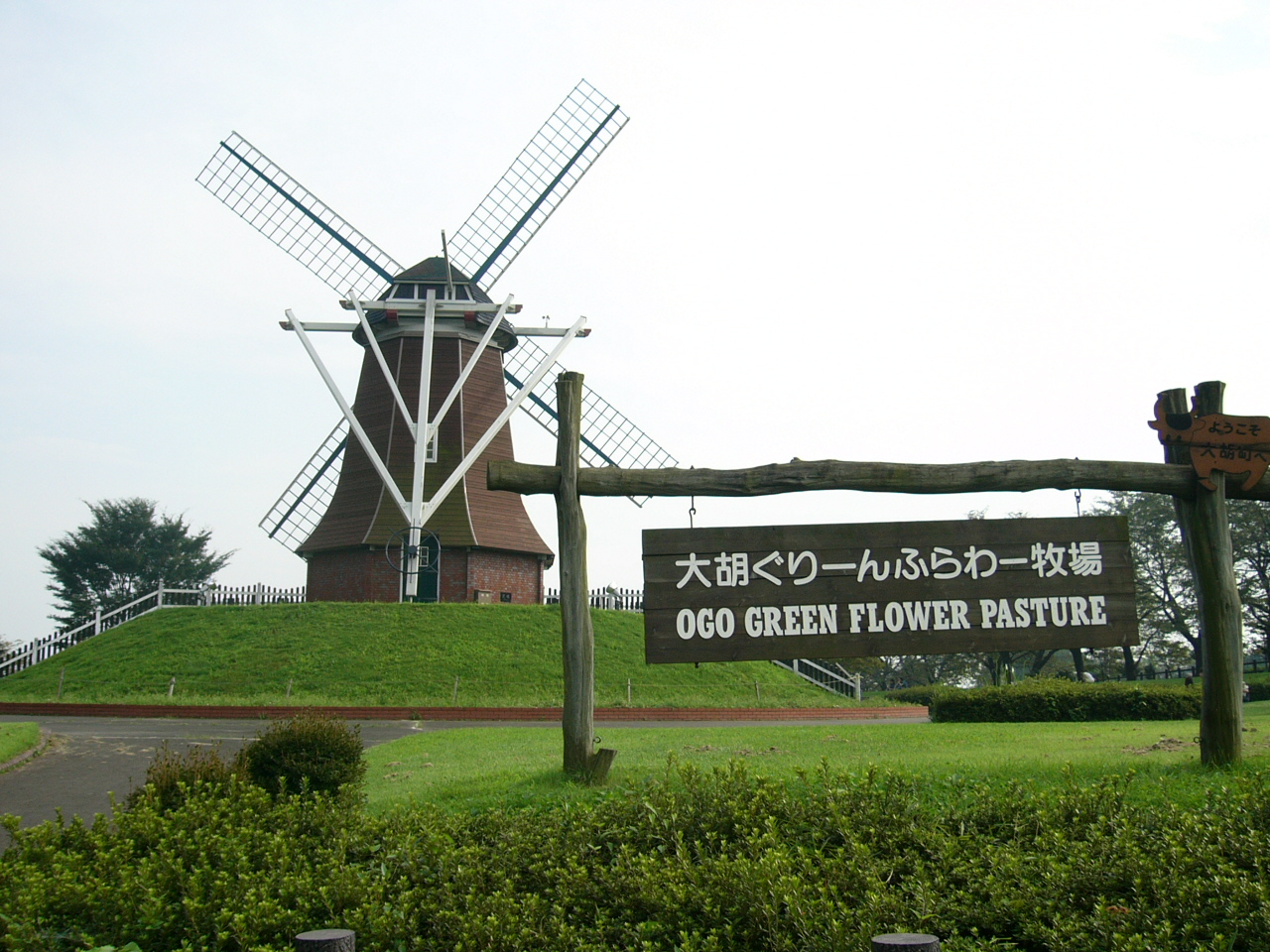
ぐりーんふらわー牧場
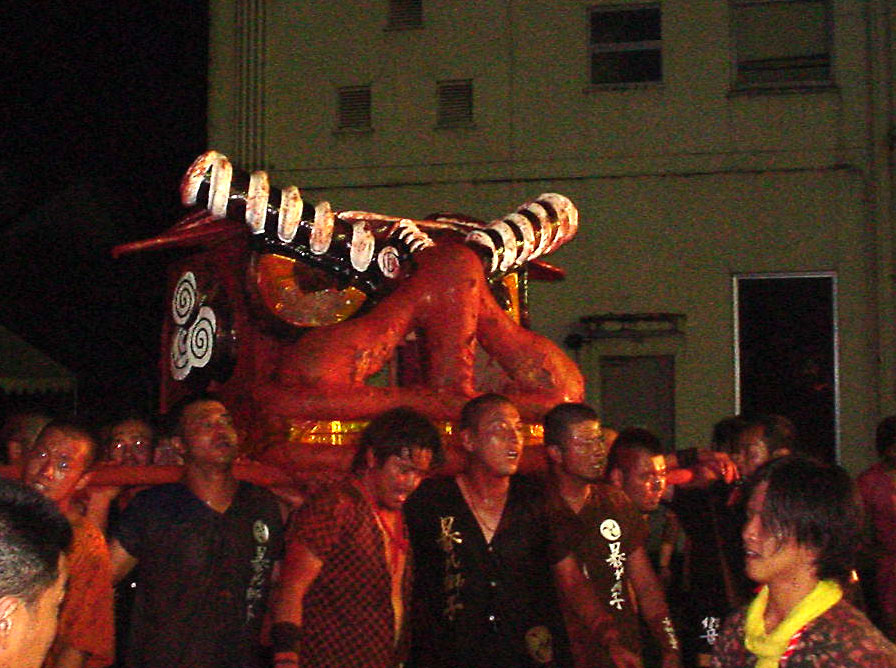
大胡祇園まつり

## 出身有名人
- 横澤由貴 - アテネオリンピック銀メダリスト(柔道女子52kg級)